# Hall of Fame Open
Hall of Fame Open je profesionální tenisový turnaj mužů a žen, hraný v americkém Newportu na Rhode Islandu, prvním dějišti grandslamového US Championships. Od roku 2025 se jedná o smíšený turnaj na okruzích ATP Challenger Tour a WTA 125, když byla výlučně mužská událost degradována z okruhu ATP Tour a rozšířena o ženskou část.
Od roku 1976 probíhá každoročně v červenci po Wimbledonu, jakožto úvodní událost americké letní sezóny. Dějištěm se staly otevřené travnaté dvorce areálu Newport Casino, otevřeného v červenci 1880. Od roku 1954 v klubu sídlí Mezinárodní tenisová síň slávy. V závěru turnaje, během víkendu, jsou do síně slávy každoročně uváděny nové osobnosti.
V letech 1976–1989 se turnaj hrál v rámci okruhu Grand Prix, jenž byl v sezóně 1990 nahrazen ATP Tour. Mezi roky 2009–2024 byl řazen do kategorie ATP Tour 250, jakožto jediný travnatý turnaj mimo evropský kontinent. V období 2021–2024 probíhal v severoamerické sérii na tvrdých betonech US Open Series.

## Historie
Počátky tenisu v Newportu na Rhode Islandu jsou spjaty s ranou érou amerického tenisu. Sedmiakrový sportovní klub Newport Casino byl pro místní rezidenty otevřen v červenci 1880. Slovo „Casino“ je odvozeno z italského „la casina“, znamenající “malý dům”, a nemělo souvislost s hazardem. Roku 1881 se v areálu odehrál úvodní ročník tenisového grandslamu US National Lawn Tennis Championships, jenž na newportských travnatých dvorcích probíhal do roku 1914.

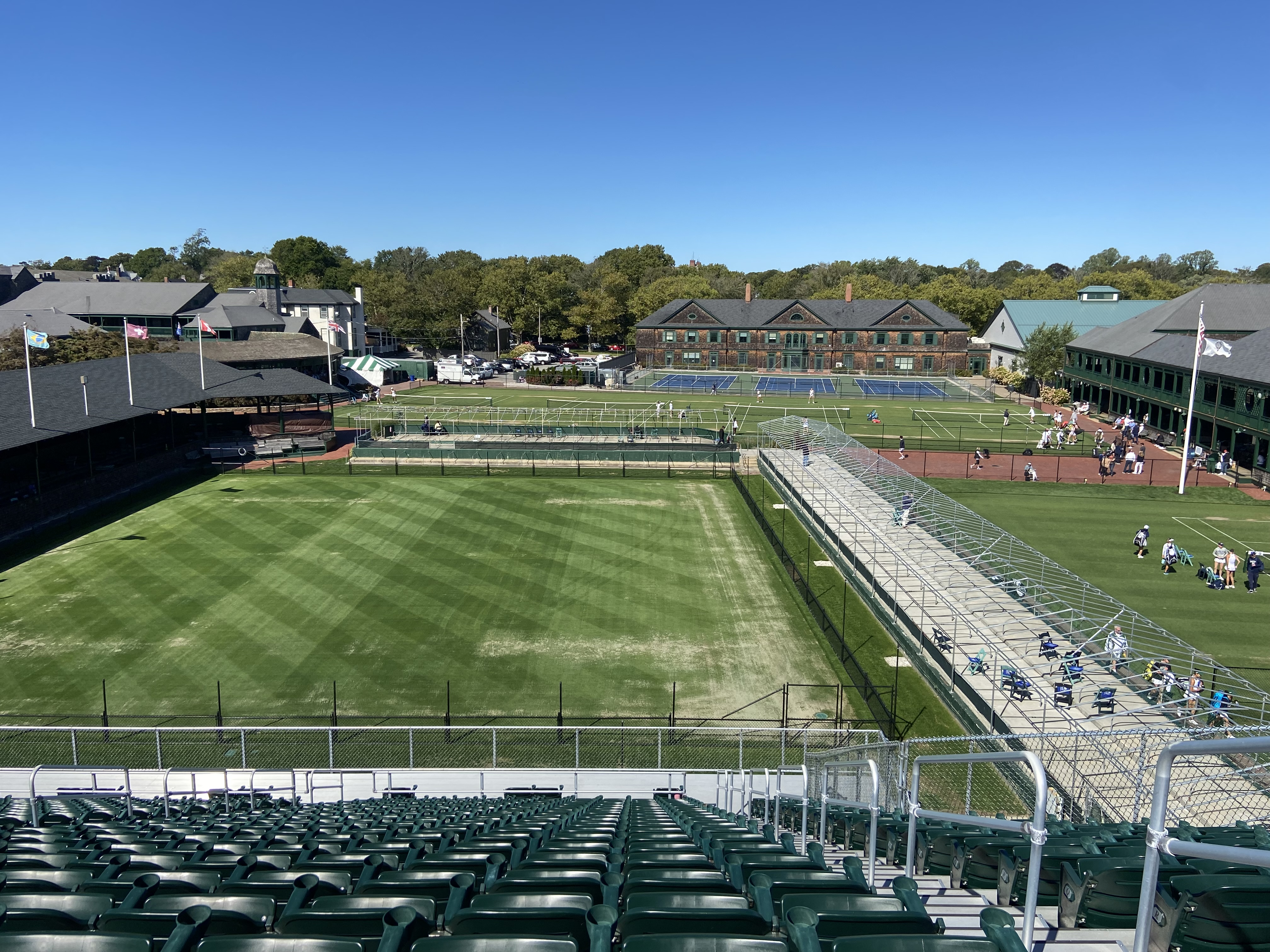
Dvorce areálu

Mezi lety 1915–1964 se v Newportu hrál turnaj Newport Casino Invitational, kterého se zúčastnili také Bill Tilden, Bill Johnston, Don Budge, Pancho Gonzales,  Ken Rosewall, Rod Laver a Roy Emerson. V období 1965–1967 na něj navázal VASSS Pro Tennis Championships, kde byl poprvé v tenise vyzkoušen devítibodový tiebreak. Mezi roky 1971–1974 do Newportu premiérově zavítal ženský profesionální tenis v podobě Virginia Slims of Newport, s účastí Kerry Melvilleové, Margaret Courtové, Billie Jean Kingové a Chris Evertové. Následně se na kurty klubu vrátil mezi sezónami 1983–1990.
V roce 1976 byla založena mužská profesionální událost Hall of Fame Tennis Championships, která se do roku 1989 hrála v rámci okruhu Grand Prix. Se vznikem ATP Tour v sezóně 1990 byla do túry včleněna. Až do prvního titulu Američana Johna Isnera na Hall of Fame Tennis Championships 2011 dvouhru nikdy nevyhrál nejvýše nasazený tenista. Isner v Newportu prožil debut na okruhu ATP již v roce 2007. Titulem z Hall of Fame Open 2019 se pak stal prvním čtyřnásobným vítězem turnaje. Navázal tak na trofeje z let 2011, 2012 a 2017, kdy se stal po Haasovi druhým tenistou od zavedení statistik ATP v roce 1991, jenž na turnaji nečelil žádnému brejkbolu.
Mezi šampiony se zařadili i bývalá světová jednička Lleyton Hewitt, čtvrtý hráč žebříčku Greg Rusedski, grandslamový finalista Mark Philippoussis, či dvojnásobný vítěz grandslamu Johan Kriek.

## Trofej

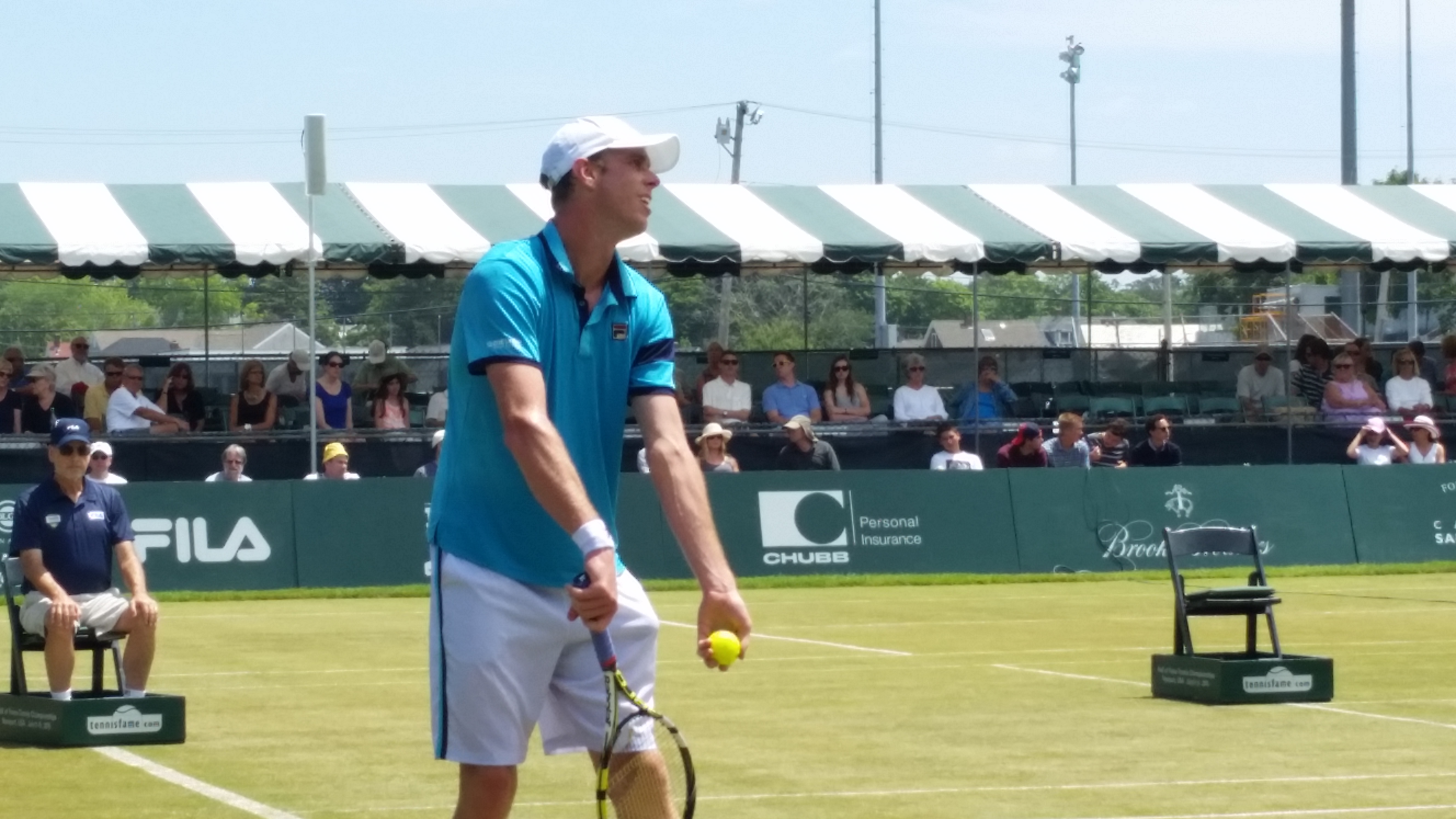
Sam Querrey v roce 2015

Vítěz dvouhry získává Van Alen Cup (Pohár Vana Alena), stříbrnou trofej z dílny klenotnictví Tiffany & Co., pojmenovanou po americkém tenistovi a funkcionáři Jimmy Van Alenovi, jenž v 50. letech dvacátého století působil jako prezident newportského tenisového klubu. Z jeho iniciativy vznikla Mezinárodní tenisová síň slávy, když za její zřízení lobboval u vedení Americké tenisové asociace. 
Van Alenovým příspěvkem světovému tenisu byl jeho vynález tiebreaku, hraného do devíti bodů, formou náhlé smrti při stavu míčů 8:8, kdy měli oba hráči setbol či mečbol. S myšlenkou zkrácené hry přišel v roce 1954. Experimentálně byl tiebreak vyzkoušen na turnaji v Newport Casinu roku 1965. Na program hlavní soutěže se poprvé dostal během únorového U.S. Pro Indoor Championships 1970 ve Filadelfii. Do grandslamu byl zařazen na US Open 1970. V první hrací den, 2. září 1970, dospěl set do tiebreaku téměř v polovině ze 46 odehraných zápasů. Část hráčů podepsala protest adresovaný vedení newyorského grandslamu. Důvodem rozhodnutí Americké tenisové asociace bylo také zkrácení nadměrně dlouhých zápasů pro televizní diváky po uzavření smlouvy se stanicí CBS. Na US Open 1975 pak následovala modifikace tiebreaku na standardní 7bodovou verzi.

## Vývoj názvu

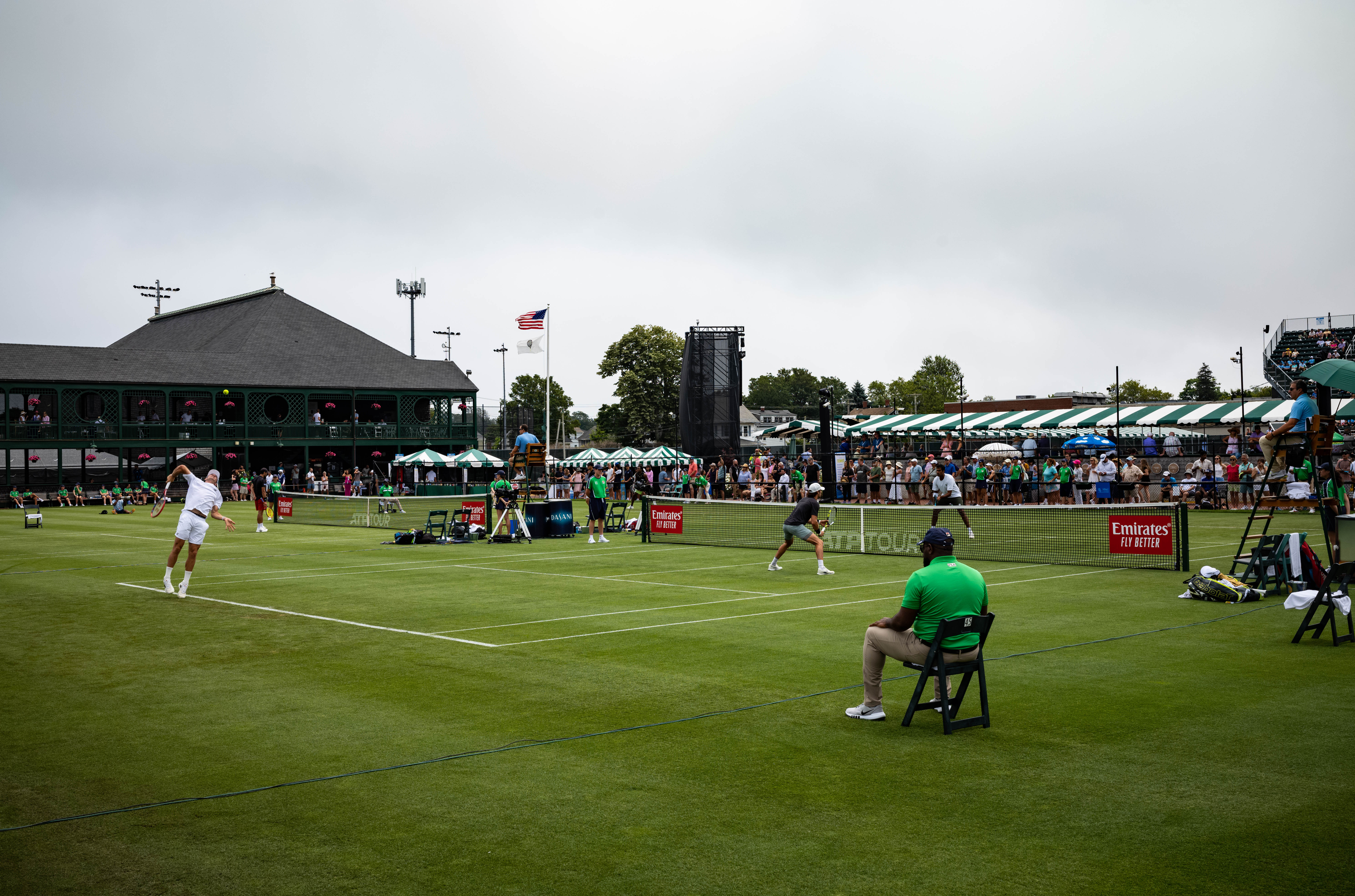
Deblisté v roce 2023

- 1976–1984: Miller Lite Hall of Fame Championships
- 1985–1990: Volvo Hall of Fame Tennis Championships
- 1991–2003: Miller Lite Hall of Fame Championships
- 2004–2012: Campbell's Hall of Fame Tennis Championships
- 2013–2016: Hall of Fame Tennis Championships
- 2017–2018: Dell Technologies Hall of Fame Open
- od 2019: Hall of Fame Open[2]

## Přehled finále

### Mužská dvouhra
| Rok  | vítěz                           | finalista                       | výsledek                       |
| ---- | ------------------------------- | ------------------------------- | ------------------------------ |
| 2025 | Zachary Svajda                  | Adrian Mannarino                | 7–5, 6–3                       |
| 2024 | Marcos Giron                    | Alex Michelsen                  | 6–7(4–7), 6–3, 7–5             |
| 2023 | Adrian Mannarino                | Alex Michelsen                  | 6–2, 6–4                       |
| 2022 | Maxime Cressy                   | Alexandr Bublik                 | 2–6, 6–3, 7–6(7–3)             |
| 2021 | Kevin Anderson                  | Jenson Brooksby                 | 7–6(10–8), 6–4                 |
| 2020 | nehráno pro pandemii koronaviru | nehráno pro pandemii koronaviru |                                |
| 2019 | John Isner                      | Alexandr Bublik                 | 7–6(7–2), 6–3                  |
| 2018 | Steve Johnson                   | Ramkumar Ramanathan             | 7–5, 3–6, 6–2                  |
| 2017 | John Isner                      | Matthew Ebden                   | 6–3, 7–6(7–4)                  |
| 2016 | Ivo Karlović                    | Gilles Müller                   | 6–7(2–7), 7–6(7–5), 7–6(14–12) |
| 2015 | Rajeev Ram                      | Ivo Karlović                    | 7–6(7–5), 5–7, 7–6(7–2)        |
| 2014 | Lleyton Hewitt                  | Ivo Karlović                    | 6–3, 6–7(4–7), 7–6(7–3)        |
| 2013 | Nicolas Mahut                   | Lleyton Hewitt                  | 5–7, 7–5, 6–3                  |
| 2012 | John Isner                      | Lleyton Hewitt                  | 7–6(7–1), 6–4                  |
| 2011 | John Isner                      | Olivier Rochus                  | 7–5, 7–6(7–4)                  |
| 2010 | Mardy Fish                      | Olivier Rochus                  | 5–7, 6–3, 6–4                  |
| 2009 | Rajeev Ram                      | Sam Querrey                     | 6–7(3–7), 7–5, 6–3             |
| 2008 | Fabrice Santoro                 | Prakash Amritraj                | 6–3, 7–5                       |
| 2007 | Fabrice Santoro                 | Nicolas Mahut                   | 6–4, 6–4                       |
| 2006 | Mark Philippoussis              | Justin Gimelstob                | 6–3, 7–5                       |
| 2005 | Greg Rusedski                   | Vince Spadea                    | 7–6(7–3), 2–6, 6–4             |
| 2004 | Greg Rusedski                   | Alexander Popp                  | 7–6(7–5), 7–6(7–2)             |
| 2003 | Robby Ginepri                   | Jürgen Melzer                   | 6–4, 6–7(3–7), 6–1             |
| 2002 | Taylor Dent                     | James Blake                     | 6–1, 4–6, 6–4                  |
| 2001 | Neville Godwin                  | Martin Lee                      | 6–1, 6–4                       |
| 2000 | Peter Wessels                   | Jens Knippschild                | 7–6(7–3), 6–3                  |
| 1999 | Chris Woodruff                  | Kenneth Carlsen                 | 6–7(5–7), 6–4, 6–4             |
| 1998 | Leander Paes                    | Neville Godwin                  | 6–3, 6–2                       |
| 1997 | Sargis Sargsian                 | Brett Steven                    | 7–6(7–0), 4–6, 7–5             |
| 1996 | Nicolas Pereira                 | Grant Stafford                  | 4–6, 6–4, 6–4                  |
| 1995 | David Prinosil                  | David Wheaton                   | 7–6(7–3), 5–7, 6–2             |
| 1994 | David Wheaton                   | Todd Woodbridge                 | 6–4, 3–6, 7–6(7–5)             |
| 1993 | Greg Rusedski                   | Javier Frana                    | 7–5, 6–7(7–9), 7–6(7–5)        |
| 1992 | Bryan Shelton                   | Alexander Antonitsch            | 6–4, 6–4                       |
| 1991 | Bryan Shelton                   | Javier Frana                    | 3–6, 6–4, 6–4                  |
| 1990 | Pieter Aldrich                  | Darren Cahill                   | 7–6, 1–6, 6–1                  |
| 1989 | Jim Pugh                        | Peter Lundgren                  | 6–4, 4–6, 6–2                  |
| 1988 | Wally Masur                     | Brad Drewett                    | 6–2, 6–1                       |
| 1987 | Dan Goldie                      | Sammy Giammalva Jr.             | 6–7, 6–4, 6–4                  |
| 1986 | Bill Scanlon                    | Tim Wilkison                    | 7–5, 6–4                       |
| 1985 | Tom Gullikson                   | John Sadri                      | 6–3, 7–5                       |
| 1984 | Vidžaj Amritraž                 | Tim Mayotte                     | 3–6, 6–4, 6–4                  |
| 1983 | John Fitzgerald                 | Scott Davis                     | 2–6, 6–1, 6–3                  |
| 1982 | Hank Pfister                    | Mike Estep                      | 6–1, 7–5                       |
| 1981 | Johan Kriek                     | Hank Pfister                    | 3–6, 6–3, 7–5                  |
| 1980 | Vidžaj Amritraž                 | Andrew Pattison                 | 6–1, 5–7, 6–3                  |
| 1979 | Brian Teacher                   | Stan Smith                      | 1–6, 6–3, 6–4                  |
| 1978 | Bernard Mitton                  | John James                      | 6–1, 3–6, 7–6                  |
| 1977 | Tim Gullikson                   | Hank Pfister                    | 6–4, 6–4, 5–7, 6–2             |
| 1976 | Vidžaj Amritraž                 | Brian Teacher                   | 6–3, 4–6, 6–3, 6–1             |

### Ženská dvouhra
| Rok  | vítězka         | finalistka      | výsledek      |
| ---- | --------------- | --------------- | ------------- |
| 2025 | Caty McNallyová | Tatjana Mariová | 2–6, 6–4, 6–2 |

### Mužská čtyřhra
| Rok  | vítězové                             | finalisté                                 | výsledek                   |
| ---- | ------------------------------------ | ----------------------------------------- | -------------------------- |
| 2025 | Robert Cash JJ Tracy                 | Hans Hach Verdugo Cristian Rodríguez      | 7–6(7–3), 6–3              |
| 2024 | André Göransson Sem Verbeek          | Robert Cash James Tracy                   | 6–3, 6–4                   |
| 2023 | Nathaniel Lammons Jackson Withrow    | William Blumberg Max Purcell              | 6–3, 5–7, [10–5]           |
| 2022 | William Blumberg Steve Johnson       | Raven Klaasen Marcelo Melo                | 6–4, 7–5                   |
| 2021 | William Blumberg Jack Sock           | Austin Krajicek Vasek Pospisil            | 6–2, 7–6(7–3)              |
| 2020 | nehráno pro pandemii koronaviru      | nehráno pro pandemii koronaviru           |                            |
| 2019 | Marcel Granollers Serhij Stachovskyj | Marcelo Arévalo Miguel Ángel Reyes-Varela | 6–7(10–12), 6–4, [13–11]   |
| 2018 | Jonatan Erlich Artem Sitak           | Marcelo Arévalo Miguel Ángel Reyes-Varela | 6–1, 6–2                   |
| 2017 | Ajsám Kúreší Rajeev Ram              | Matt Reid John-Patrick Smith              | 6–4, 4–6, [10–7]           |
| 2016 | Samuel Groth Chris Guccione          | Jonathan Marray Adil Shamasdin            | 6–4, 6–3                   |
| 2015 | Jonathan Marray Ajsám Kúreší         | Nicholas Monroe Mate Pavić                | 4–6, 6–3, [10–8]           |
| 2014 | Chris Guccione Lleyton Hewitt        | Jonatan Erlich Rajeev Ram                 | 7–5, 6–4                   |
| 2013 | Nicolas Mahut Édouard Roger-Vasselin | Tim Smyczek Rhyne Williams                | 6–7(4–7), 6–2, [10–5]      |
| 2012 | Santiago González Scott Lipsky       | Colin Fleming Ross Hutchins               | 7–6(7–3), 6–3              |
| 2011 | Matthew Ebden Ryan Harrison          | Johan Brunström Adil Shamasdin            | 4–6, 6–3, [10–5]           |
| 2010 | Carsten Ball Chris Guccione          | Santiago González Travis Rettenmaier      | 6–3, 6–4                   |
| 2009 | Jordan Kerr Rajeev Ram               | Michael Kohlmann Rogier Wassen            | 6–7(6–8), 7–6(9–7), [10–6] |
| 2008 | Mardy Fish John Isner                | Rohan Bopanna Ajsám Kúreší                | 6–4, 7–6(7–1)              |
| 2007 | Jordan Kerr Jim Thomas               | Nathan Healey Igor Kunicyn                | 6–3, 7–5                   |
| 2006 | Robert Kendrick Jürgen Melzer        | Jeff Coetzee Justin Gimelstob             | 7–6(7–3), 6–0              |
| 2005 | Jordan Kerr Jim Thomas               | Graydon Oliver Travis Parrott             | 7–6(7–5), 7–6(7–5)         |
| 2004 | Jordan Kerr Jim Thomas               | Gregory Carraz Nicolas Mahut              | 6–3, 6–7(5–7), 6–3         |
| 2003 | Jordan Kerr David Macpherson         | Julian Knowle Jürgen Melzer               | 7–6(7–4), 6–3              |
| 2002 | Bob Bryan Mike Bryan                 | Jürgen Melzer Alexander Popp              | 7–5, 6–3                   |
| 2001 | Bob Bryan Mike Bryan                 | André Sá Glenn Weiner                     | 6–3, 7–5                   |
| 2000 | Jonatan Erlich Harel Levy            | Kyle Spencer Mitch Sprengelmeyer          | 7–6(7–2), 7–5              |
| 1999 | Wayne Arthurs Leander Paes           | Sargis Sargsian Chris Woodruff            | 6–7, 7–6, 6–3              |
| 1998 | Doug Flach Sandon Stolle             | Scott Draper Jason Stoltenberg            | 6–2, 4–6, 7–6              |
| 1997 | Justin Gimelstob Brett Steven        | Kent Kinnear Aleksandar Kitinov           | 6–3, 6–4                   |
| 1996 | Marius Barnard Piet Norval           | Paul Kilderry Michael Tebbutt             | 6–7, 6–4, 6–4              |
| 1995 | Joern Renzenbrink Markus Zoecke      | Paul Kilderry Nuno Marques                | 6–1, 6–2                   |
| 1994 | Alexander Antonitsch Greg Rusedski   | Kent Kinnear David Wheaton                | 6–4, 3–6, 6–4              |
| 1993 | Javier Frana Christo van Rensburg    | Byron Black Jim Pugh                      | 4–6, 6–1, 7–6              |
| 1992 | Royce Deppe David Rikl               | Paul Annacone David Wheaton               | 6–4, 6–4                   |
| 1991 | Gianluca Pozzi Brett Steven          | Javier Frana Bruce Steel                  | 6–4, 6–4                   |
| 1990 | Darren Cahill Mark Kratzmann         | Todd Nelson Bryan Shelton                 | 7–6, 6–2                   |
| 1989 | Patrick Galbraith Brian Garrow       | Neil Broad Stefan Kruger                  | 2–6, 7–5, 6–3              |
| 1988 | Kelly Jones Peter Lundgren           | Scott Davis Dan Goldie                    | 6–3, 7–6                   |
| 1987 | Dan Goldie Larry Scott               | Chip Hooper Mike Leach                    | 1–6, 6–3, 7–5              |
| 1986 | Vidžaj Amritraž Tim Wilkison         | Eddie Edwards Francisco González          | 4–6, 7–5, 7–6              |
| 1985 | Peter Doohan Sammy Giammalva Jr.     | Paul Annacone Christo Van Rensburg        | 6–1, 6–3                   |
| 1984 | David Graham Laurie Warder           | Ken Flach Robert Seguso                   | 6–4, 7–6                   |
| 1983 | Vidžaj Amritraž John Fitzgerald      | Tim Gullikson Tom Gullikson               | 6–3, 6–4                   |
| 1982 | Andy Andrews John Sadri              | Syd Ball Rod Frawley                      | 3–6, 7–6, 7–5              |
| 1981 | Brad Drewett Erik van Dillen         | Kevin Curren Billy Martin                 | 6–2, 6–4                   |
| 1980 | Andrew Pattison Butch Walts          | Fritz Buehning Peter Rennert              | 7–6, 6–4                   |
| 1979 | Robert Lutz Stan Smith               | John James Chris Kachel                   | 6–4, 7–6                   |
| 1978 | Tim Gullikson Tom Gullikson          | Colin Dibley Bob Giltinan                 | 6–4, 6–4                   |
| 1977 | Ismail El Shafei Brian Fairlie       | Tim Gullikson Tom Gullikson               | 6–7, 6–3, 7–6              |

### Ženská čtyřhra
| Rok  | vítězky                          | finalistky                              | výsledek      |
| ---- | -------------------------------- | --------------------------------------- | ------------- |
| 2025 | Carmen Corleyová Ivana Corleyová | Arianne Hartonová Prarthana Thombareová | 7–6(7–4), 6–3 |